# Filipp Alexandrowitsch Rukawischnikow
Filipp Alexandrowitsch Rukawischnikow (russisch Филипп Александрович Рукавишников; * 20. Juni 1974 in Moskau) ist ein russischer Bildhauer.

## Leben
Rukawischnikows Vater Alexander Rukawischnikow, Großvater Iulian Rukawischnikow und Urgroßvater Mitrofan Rukawischnikow waren Bildhauer. Rukawischnikows Mutter war Balletttänzerin. Er wurde 1983 bekannt als Michael Banks in dem sowjetischen Fernsehfilm Meri Poppins, do svidaniya nach den Mary-Poppins-Romanen von P. L. Travers. Später moderierte Rukawischnikow seine eigene Fernsehsendung.
Rukawischnikow studierte am Moskauer Surikow-Kunstinstitut (MGChI, Nachfolger der Moskauer Hochschule für Malerei, Bildhauerei und Architektur) mit Abschluss 1997 bei Oleg Komow. 1998 wurde Rukawischnikow Mitglied der Moskauer Union der Künstler. Er hat an vielen Ausstellungen teilgenommen, und einige seiner Werke befinden sich in Museen.
Zusammen mit seinem Vater schuf er ein Nabokov-Denkmal, das 1999 am 100. Geburtstag Nabokovs vor dem Fairmont Le Montreux Palace in Montreux im Beisein des Sohns Dimitri Nabokovs und einer russischen Delegation aus Moskau eingeweiht wurde. Ebenfalls mit seinem Vater fertigte Rukawischnikow einen Brunnen an, der 2006 gegenüber der Tretjakow-Galerie eingeweiht wurde.
Rukawischnikow wurde 2007 zum Korrespondierenden Mitglied und 2011 zum Vollmitglied der Russischen Akademie der Künste gewählt.
Rukawischnikow schuf die Skulpturengruppe der Fußball-Brüder Nikolai, Alexander, Andrei und Pjotr Starostin, die 2014 im Moskauer Spartak-Stadion eingeweiht wurde.
2014 unterschrieb Rukawischnikow die Erklärung der Kulturschaffenden der Russischen Föderation zur Unterstützung der Politik des Präsidenten Putin gegenüber der Ukraine und auf der Krim.

## Werke (Auswahl)

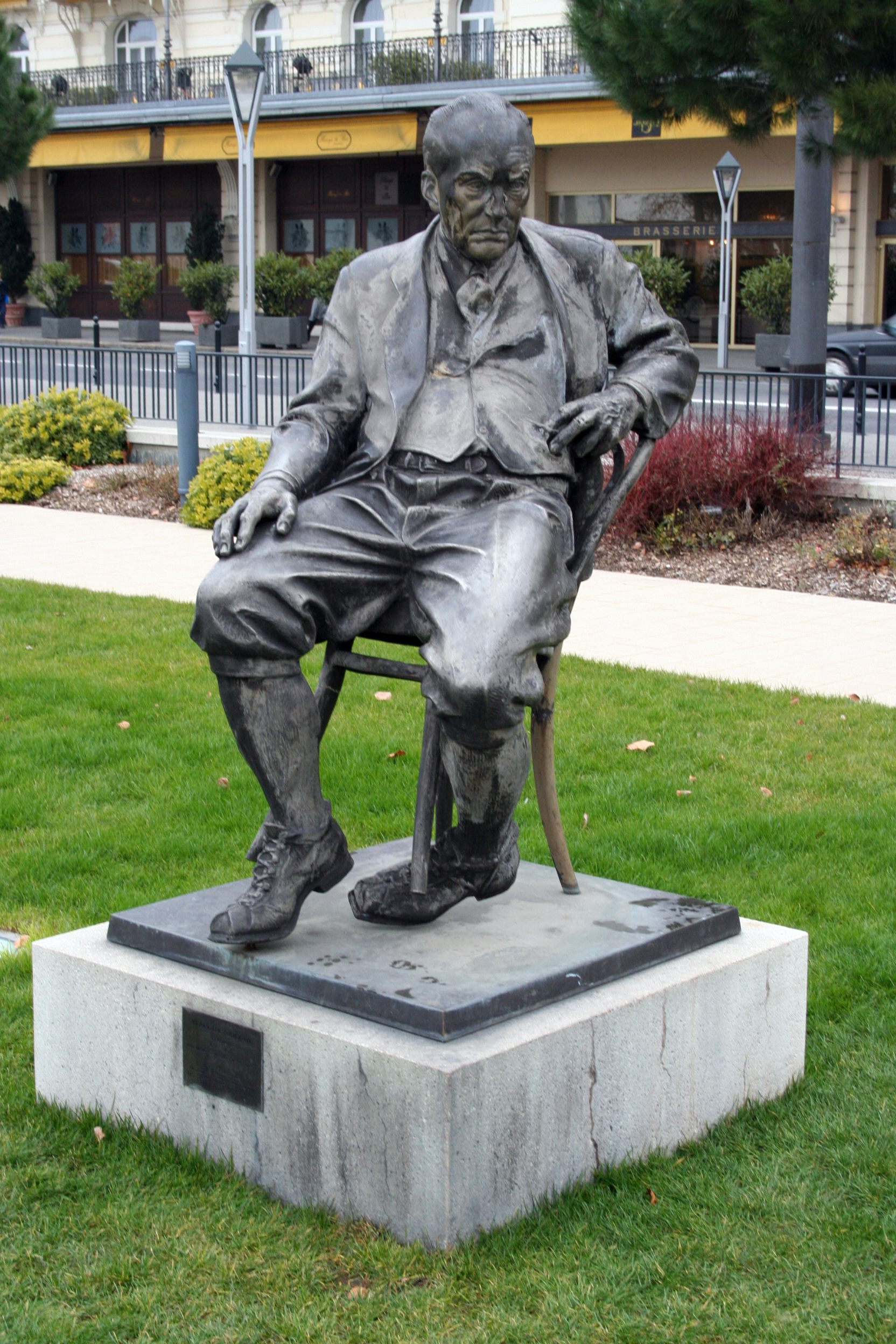
Nabokov-Denkmal
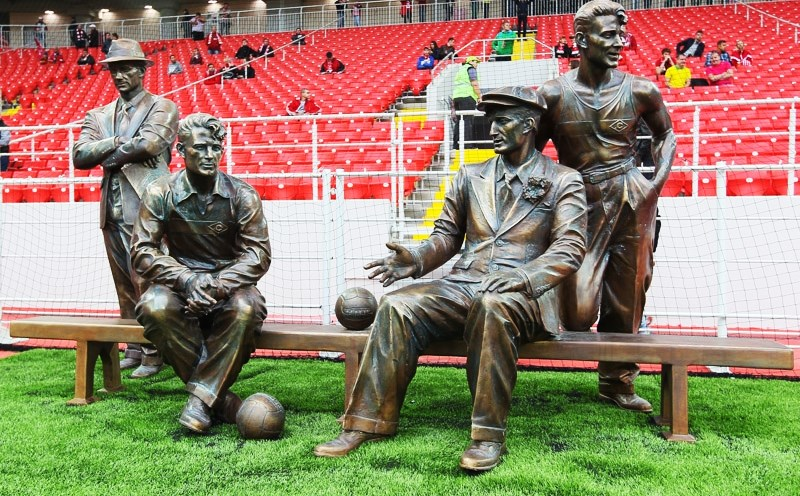
Denkmal der Starostin-Brüder